# Folegandros
Folegandros (druhý pád Folegandru) (řecky Φολέγανδρος) je řecký ostrov ve východní části souostroví Kyklady v Egejském moři. Spolu se dvěma neobydlenými ostrůvky tvoří stejnojmennou obec. Ostrov Anafi má rozlohu 32,216 km². Nachází se 40 km severozápadně od ostrova Santorini, 27 km východně od Milu a 56 km jihozápadně od Naxu. Obec je součástí regionální jednotky Théra v kraji Jižní Egeis.

## Obyvatelstvo
V roce 2011 žilo v obci 765 obyvatel, přičemž více než polovina obývala hlavní město Folegandros. Celý ostrov tvoří jednu obec, která se nečlení na obecní jednotky a tvoří ji dvě komunity, které se skládají se přímo ze sídel a neobydlených ostrůvků. V závorkách je uveden počet obyvatel jednotlivých sídel.
- obec, obecní jednotka Folegandros (765)
  - komunita Ano Meria (252) — Agios Georgios (0), Ankali (9), Ano Meria (243),
  - komunita Folegandros (513) — Folegandros (425), Karavostasis (87), Livadi (1) - neobydlené ostrůvky — Agios Ioannis (0), Tria Adelfia (0).